# Pyroxenite Promontory
Pyroxenite Promontory (in lingua inglese: Promontorio della pirossenite) è un promontorio alto 1.150 m situato vicino all'estremità occidentale del Dufek Massif nei Monti Pensacola, in Antartide. Il promontorio si trova a ovest del Neuburg Peak e si estende a nordovest verso il Rautio Nunatak.
La denominazione descrittiva è stata assegnata dall'Advisory Committee on Antarctic Names (US-ACAN), su proposta di Arthur B. Ford, leader del gruppo geologico dell'United States Geological Survey (USGS) nei Monti Pensacola nel 1978-79, in relazione alle rocce di pirossenite che formano un cospicuo strato scuro lungo le pareti del promontorio.